# Pastinaca kochii
Pastinaca kochii är en flockblommig växtart som beskrevs av Jean Étienne Duby. Pastinaca kochii ingår i släktet palsternackor, och familjen flockblommiga växter. Inga underarter finns listade i Catalogue of Life.